# Cnemoplites fairmairei
Cnemoplites fairmairei là một loài bọ cánh cứng trong họ Cerambycidae.